# Xeronema moorei
Espèce
Classification APG II (2003)
Xeronema moorei est une espèce de plante de la famille des Liliaceae, ou des Xeronemataceae selon la classification phylogénétique.
Elle est originaire de Nouvelle-Calédonie où on l'appelle communément "brosse à dent" ou "Xeronema". Elle ressemble fortement à l'autre espèce du genre Xeronema callistemon.
On la retrouve à l'abri de rochers, dans le maquis minier d'altitude.